# Hôtel Riviera-Palace
Pour les articles homonymes, voir Riviera Palace.
L’Hôtel Riviera-Palace est un ancien hôtel situé 28 avenue Riviera, à Menton, dans le département des Alpes-Maritimes, en France.

## Histoire
Les terrains sur lesquels est construit l'hôtel, situés sur la colline de l'Annonciade, ont été achetés en 1898 par Joseph-Arthème Widmer, hôtelier suisse. Son nom est inscrit sur la façade de l'hôtel. Il était le père de la première propriétaire de l'hôtel, Madame Cheurlot. Celle-ci avait fait construire un hôtel-palais somptueux situé au milieu d'un parc de 15 hectares par les architectes Abel Glena (Menton, 1865-1932) et son collaborateur Alfred-Auguste Marsang (Menton, 1878 - Denain, 1924) entre 1898 et 1901. 
L'hôtel n'avait que trois étages.
Dès 1910, il est prévu de surélever l'hôtel de deux étages, avec l'adjonction de deux tours et de l'aile ouest. Le projet d'extension a été fait par l'architecte Abel Glena qui en a confié la réalisation entre 1910 et 1914 à son collaborateur Alfred Auguste Marsang. Une frise murale évoquant différents pays a été réalisée sur la façade par le décorateur Guillaume Cerutti-Maori (Menton, 1866-1955) ponctuée de céramiques turquoise de la manufacture Saïssi. L'hôtel a alors 250 chambres.
Après 1920 ont été ajoutées des dépendances : une aile a été ajoutée à l'extrémité est du corps principal pour en faire une maison des employés, une maison des cuisiniers construite à l'arrière de l'hôtel, près des citernes d'eau ont été construites des buanderies sur la terrasse supérieure. Une salle de spectacle de 300 places est édifiée.
En 1942, avec l'occupation par l'armée allemande du sud-est de la France, les établissements hôteliers ont été réquisitionnés. L'hôtel Riviera doit recevoir l'état-major de la 4e armée. 300 personnes s'installèrent dans l'hôtel. Le mobilier est entassé au dernier étage. La cave est vidée de ses bouteilles de vin et un tunnel est creusé sous la colline pour servir d'abri. Après la capitulation de l'Italie, le quartier général de la 4e armée est déplacé à Sospel.
Menton est libéré le 6 septembre 1944 mais va subir pendant 228 jours les bombardements de l'armée allemande retranchée autour du massif de l'Authion. L'hôtel Riviera est touché. En mai-juin 1945, des chambres de l'hôtel sont mises à disposition des rapatriés.
L'hôtel a fermé définitivement en 1958. L'hôtel est alors transformé en appartements. Le parc est devenu un jardin de 1 500 m².

## Protection du patrimoine
Le hall d'entrée, le grand salon, l'escalier en marbre et le salon de musique, ont été inscrits au titre des monuments historiques par arrêté du 28 décembre 1979.
Les façades et toitures de l'hôtel, de la buanderie, du bâtiment des citernes et le jardin ont été inscrits au titre des monuments historiques le 17 octobre 2011.
L'ancien hôtel a reçu le label « Patrimoine du XXe siècle » le 1er mars 2001.